# Blockupy
Blockupy est un mouvement protestant contre l'austérité.

## Histoire

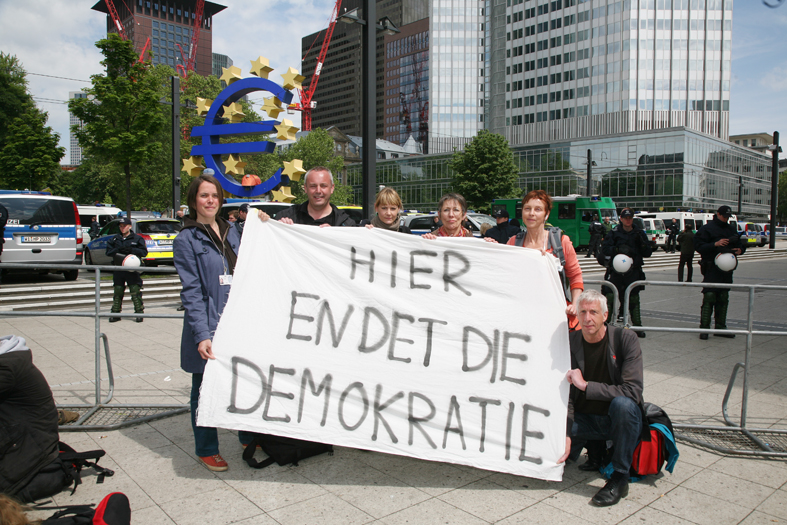
Une manifestation contre la politique de rigueur de la BCE devant son bâtiment en 2012.
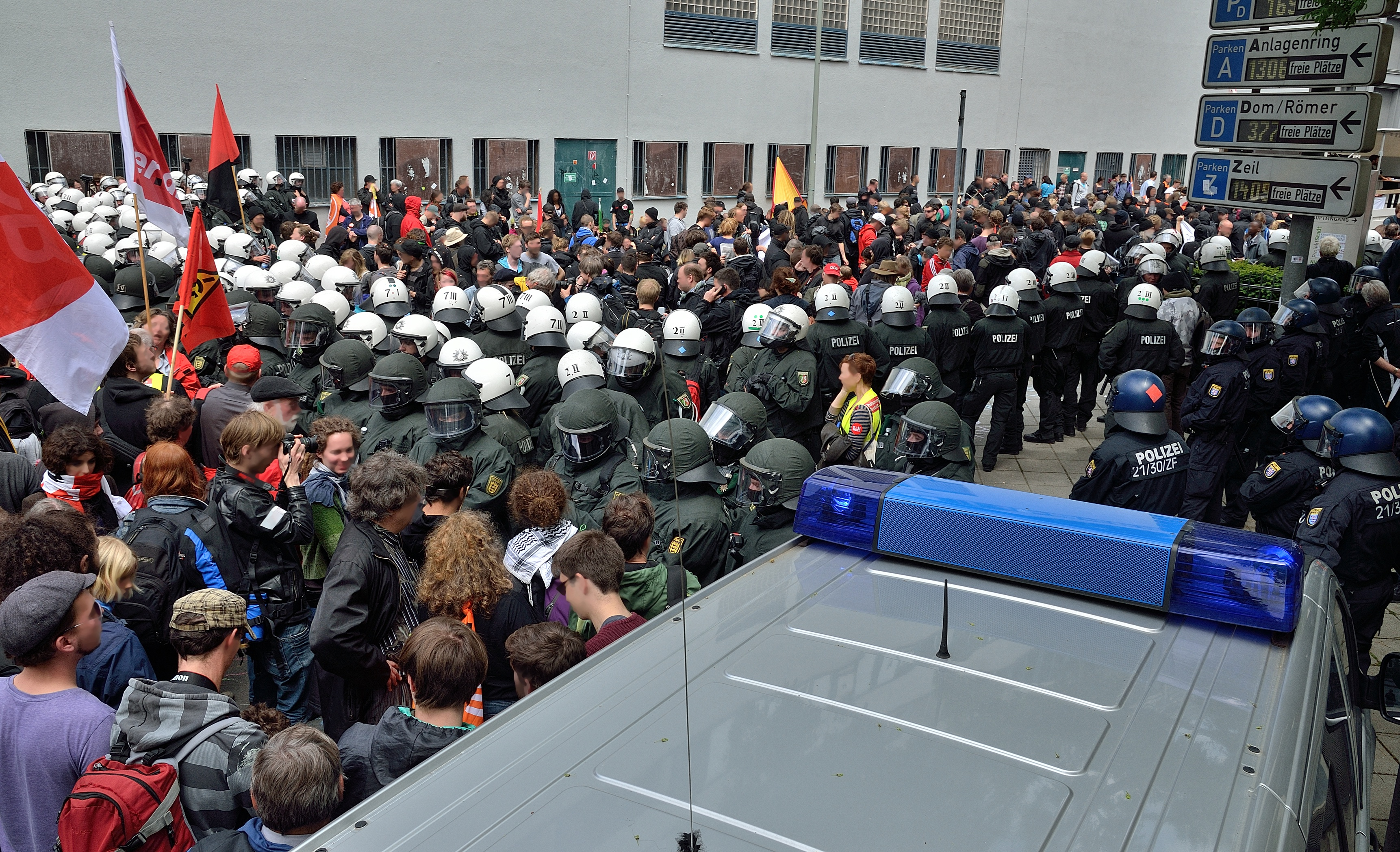
Manifestants face aux policiers lors des protestations du mouvement, le 1er juin 2013.
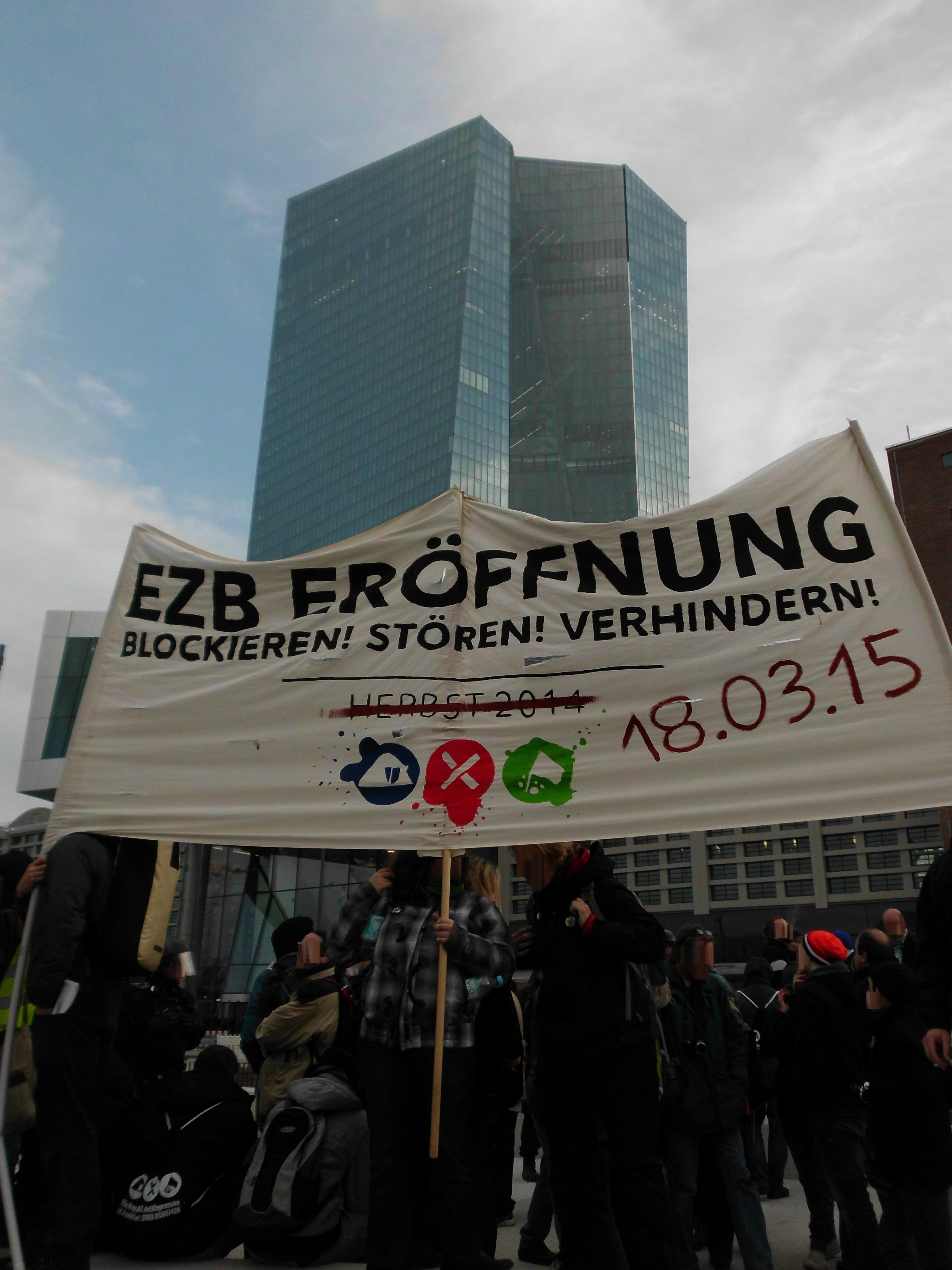
Manifestation devant le nouveau bâtiment de la BCE (2014)
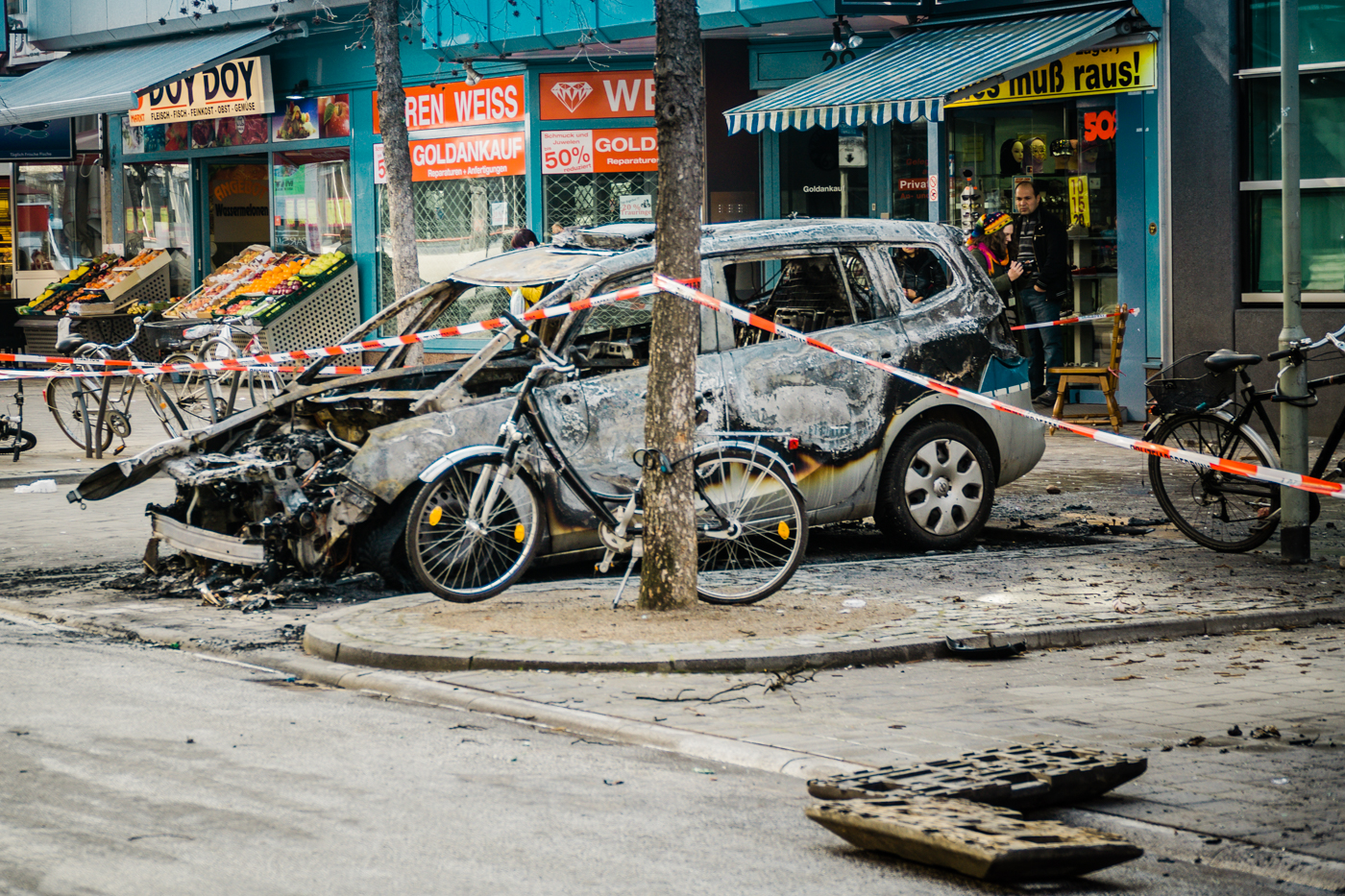
Voiture incendiée lors des protestations du mouvement, le 18 mars 2015.